# Cressie

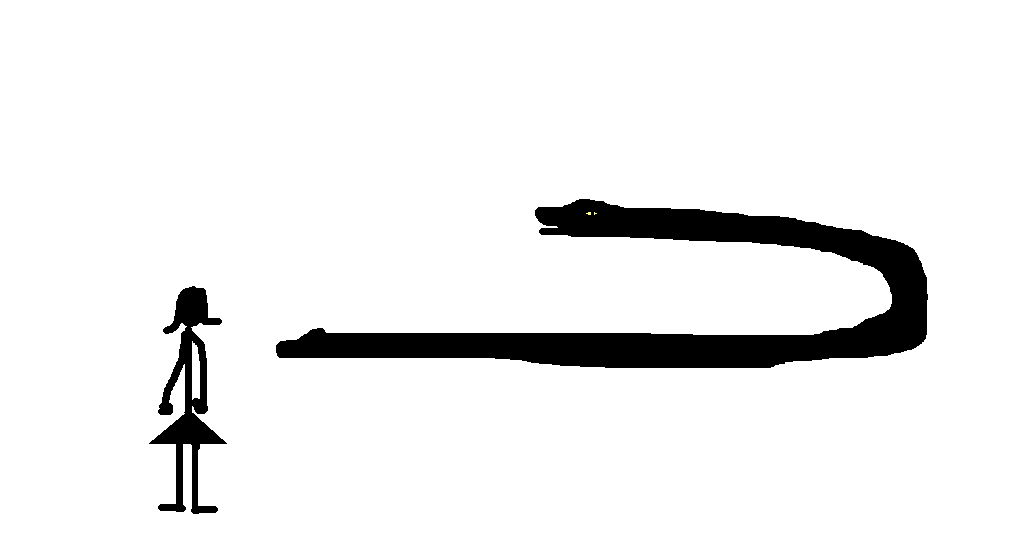
Simplistische schets van Cressie met een mens ter vergelijking

Cressie is een monster dat volgens de folklore zou leven in Crescent Lake, een meer in het noorden van het Canadese eiland Newfoundland. Deze cryptide zou veel weg hebben van een paling, maar dan met een enorme lengte tussen de 4,5 en 6 meter. Behalve verschillende ooggetuigenverklaringen, die zouden teruggaan tot de jaren 1950, is er geen bewijs voor het bestaan van het wezen.
Cressie vormt tot op zekere hoogte een toeristische attractie voor de gemeente Robert's Arm, waar het ruim 7 km lange meer zich bevindt. De naam die aan het wezen gegeven werd is een porte-manteau voor Crescent (naar het meer) en Nessie (de bijnaam van het Monster van Loch Ness).  

## Omschrijving
De waarnemingen spreken steeds over een zwart of donkerbruin langwerpig wezen dat veel weg heeft van een paling of een slang. De kop van het dier zou niet uitgesproken groot en eerder visachtig zijn, wat mede in de richting van een reuzengrote paling wijst. Het vermeende wezen wordt meestal geschat als zijnde 15 of zelfs 20 voet lang (oftewel 4,5 à 6 meter). 

## Waarnemingen
De eerste waarnemingen van het vermeende monster zouden teruggaan tot de jaren 1950. Zo zou een oude vrouw die bessen aan het plukken was een serpentachtig wezen hebben gezien aan de oppervlakte van het meer. In hetzelfde decennium zouden twee mannen een omgekanteld houten roeibootje gezien hebben. Toen ze deze naderden, bleek het volgens hun verklaring echter een groot, glad iets geweest te zijn dat naar de diepte verdween. 
Er is een verhaal dat duikers van de Royal Canadian Mounted Police in de jaren 1980 in Crescent Lake zouden zijn aangevallen door een groep palingen "zo dik als een dijbeen", al zijn er geen bewijzen voor de echtheid van dit verhaal.
Het wezen zou in totaal enkele tientallen keren gezien zijn, voornamelijk in de jaren 1990 en begin jaren 2000.
In de winter zouden er geregeld grote gaten in het ijs dat Crescent Lake bedekt verschijnen, waardoor sommigen speculeren dat de gaten niet zijn ontstaan doordat er iets in het meer viel, maar door iets dat door het ijs barstte. 

## Verklaringen
De meest voorkomende verklaring voor Cressie, die ook door de meeste buurtbewoners ondersteund wordt, is dat het een paling met reusachtige proporties zou betreffen. De Amerikaanse paling, die in de meren van Newfoundland voorkomt, groeit echter normaal maar tot een lengte van 1,2 m tot maximaal 1,5 m, hetgeen vele malen korter is dan de omschrijvingen.
Andere critici, waaronder scepticus Joe Nickell, wijzen naar rivierotters als mogelijke oorzaak. Hun zwempatroon en het feit dat ze soms achter elkaar aan zwemmen kan van op een afstand lijken alsof het een serpentachtig wezen betreft.
Ook boomstammen zijn door onder andere Nickell als verklaring aangehaald voor Cressie. Doorheen de 20e eeuw werd Crescent Lake gebruikt voor het vervoer van stammen door de lokale houtindustrie, waardoor heel wat boomstammen op de bodem zouden liggen. Methaangas dat vrijkomt in het rottend hout zou zo'n stam tot aan het oppervlak kunnen doen drijven en na afgifte van het methaan aan de lucht hem opnieuw doen zakken tot op de bodem.
Wat ook wordt aangehaald is dat inschattingen van de afmetingen overdreven kunnen zijn, daar de lengte van iets in de verte in het water inschatten erg moeilijk is wegens het gebrek aan iets ter vergelijking.

## Populaire cultuur en toerisme

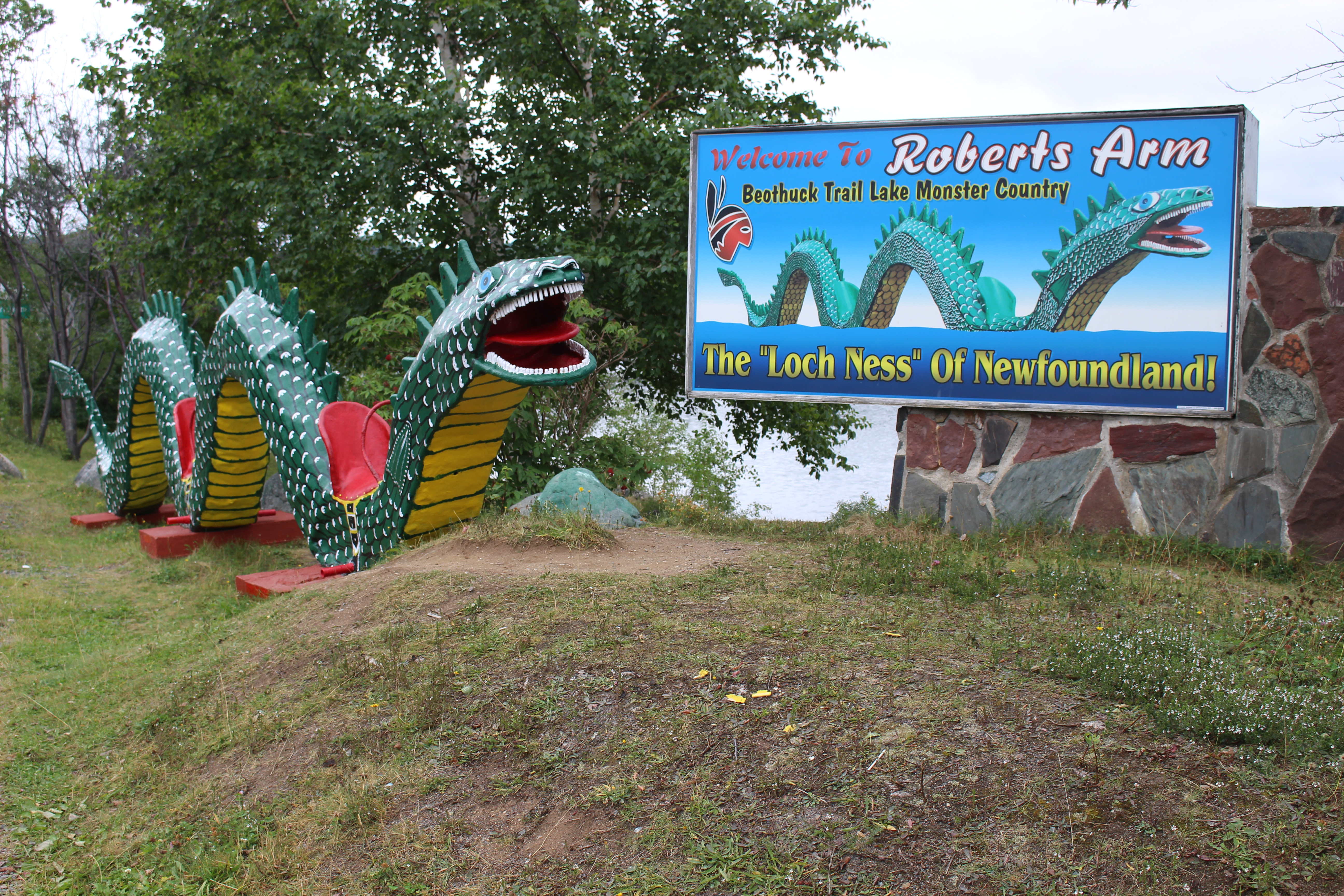
Standbeeld van Cressie aan de oever van Crescent Lake, met ernaast een bord waarop het meer het "Loch Ness van Newfoundland" genoemd wordt.

In 1991 liet het gemeentebestuur een standbeeld van Cressie bouwen aan de oever van het meer, met onder meer een informatiepaneel waarop verschillende waarnemingen beschreven worden. Het beest kreeg hierbij een uiterlijk dat doet denken aan iets tussen een serpent en een draak.
In diezelfde periode kende de plaats een economische terugval door de achteruitgang van de bosbouwsector. Via de Beothuck Trail, een wandelroute, wou men meer op toerisme gaan inzetten. Het mysterieuze meermonster werd daarbij gezien als een extra trekpleister. Via onder meer toeristische borden langs de Trans-Canada Highway noemt het gebied zichzelf het Lake Monster Country ("meermonsterland"). Ook wordt dikwijls de link met Loch Ness gelegd.
In het herinneringsboek van het Come Home Year van Robert's Arm in 1995 werden heel wat gedichten over Cressie opgenomen. In 2008 werd er een zoektocht naar het monster op poten gezet voor het programma MonsterQuest van de zender History, zij het zonder concrete bewijzen op te leveren. Bij een tentoonstelling over folklore in de Craft Council Gallery te St. John's in 2019 werd er een sculptuur van Cressie voorgesteld. In Robert's Arm bevindt zich een tankstation met bijhorend café dat naar Cressie vernoemd is.